# 吳征
吳征（1966年11月25日—），男，美国华人企业家，阳光媒体、紅岩資本創始人，是电视主持人杨澜的丈夫。

## 生平
1966年出生于上海，籍贯江苏宜兴。1998年6月—1999年2月任亞洲電視營運總裁。2001年—2002年任新浪聯席主席。1999年—2007年任陽光媒體主席。
吴征拥有美国国籍。

## 著作
- 《中国的大国地位与国际传播战略》
- 《告别荒漠：新媒体与精神生态的重建》

## 外部連結
- 吳征的新浪微博
- 综述：沸沸扬扬的“吴征杨澜事件”（页面存档备份，存于）
- 不满老公被称骗子 杨澜警告王朔说话负责
- 吳征楊瀾不要做懦夫（页面存档备份，存于）